# Hekou (sockenhuvudort i Kina, Hubei Sheng, lat 31,27, long 111,64)
Hekou (kinesiska: 河口, 河口乡) är en sockenhuvudort i Kina. Den ligger i provinsen Hubei, i den centrala delen av landet, omkring 260 kilometer väster om provinshuvudstaden Wuhan. Antalet invånare är 13 658. Befolkningen består av 6 288 kvinnor och 7 370 män. Barn under 15 år utgör 10,0 %, vuxna 15-64 år 78 %, och äldre över 65 år 10,0 %.
Runt Hekou är det ganska tätbefolkat, med 116 invånare per kvadratkilometer. Närmaste större samhälle är Donggong, 19,4 km öster om Hekou. I omgivningarna runt Hekou växer i huvudsak blandskog.
Genomsnittlig årsnederbörd är 1 176 millimeter. Den regnigaste månaden är augusti, med i genomsnitt 198 mm nederbörd, och den torraste är december, med 13 mm nederbörd.